# Lijst van personen overleden in juni 2014
Dit is een lijst van bekende personen die overleden zijn in juni 2014.

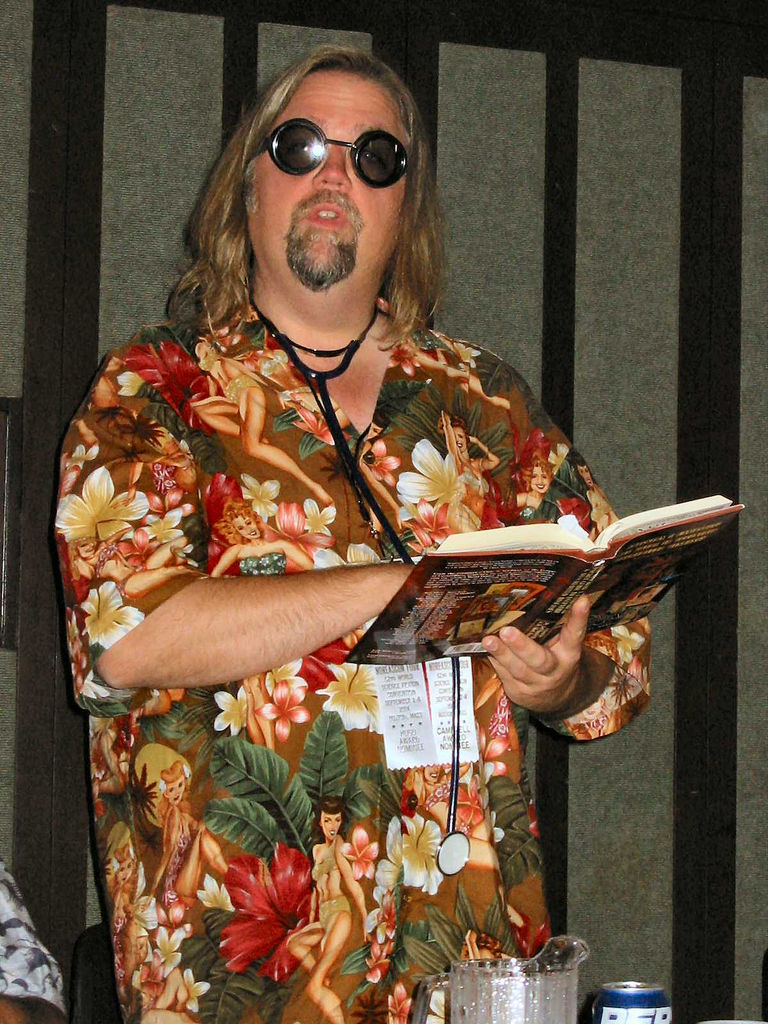
Jay Lake
1 juni

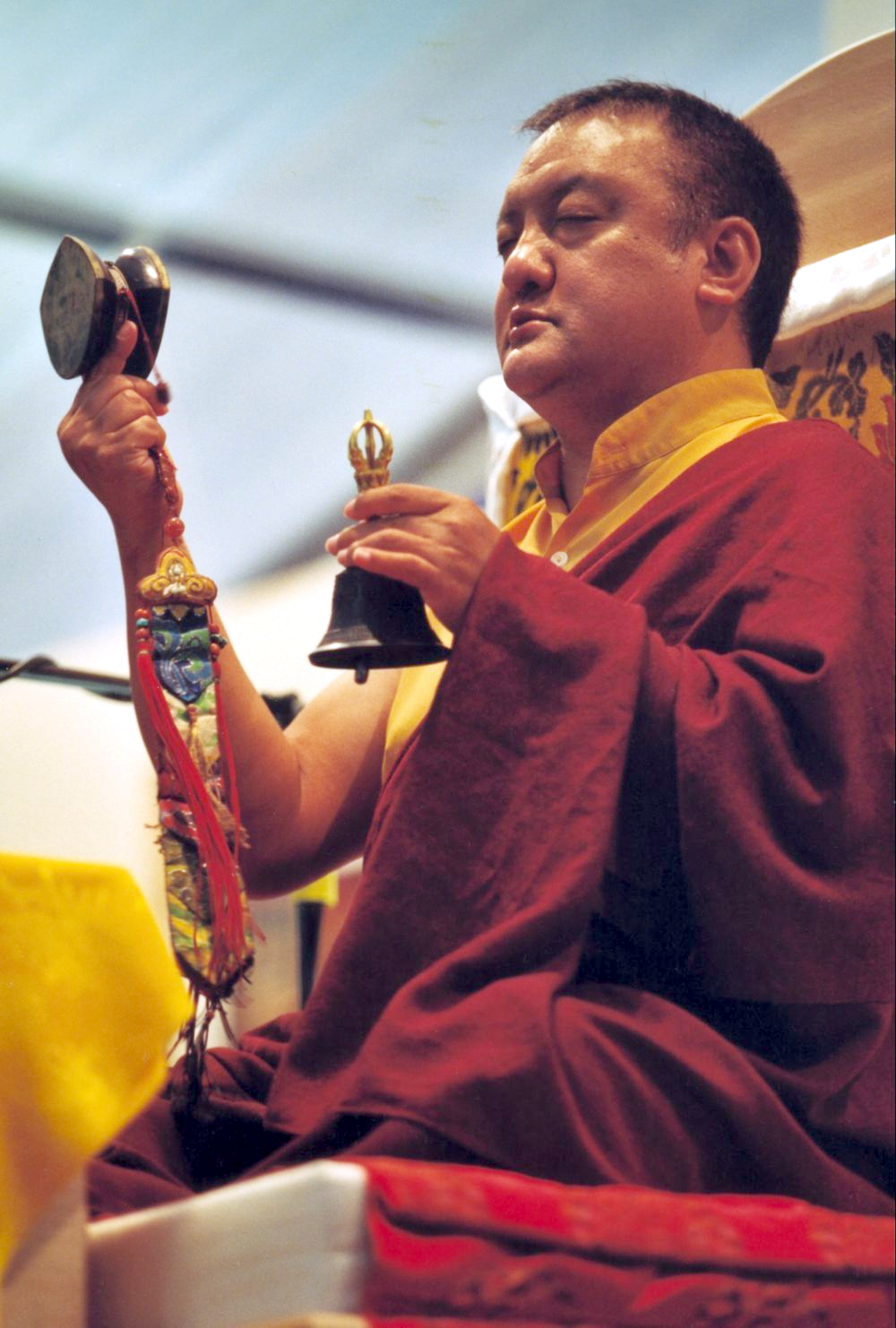
Mipam Chökyi Lodrö
11 juni

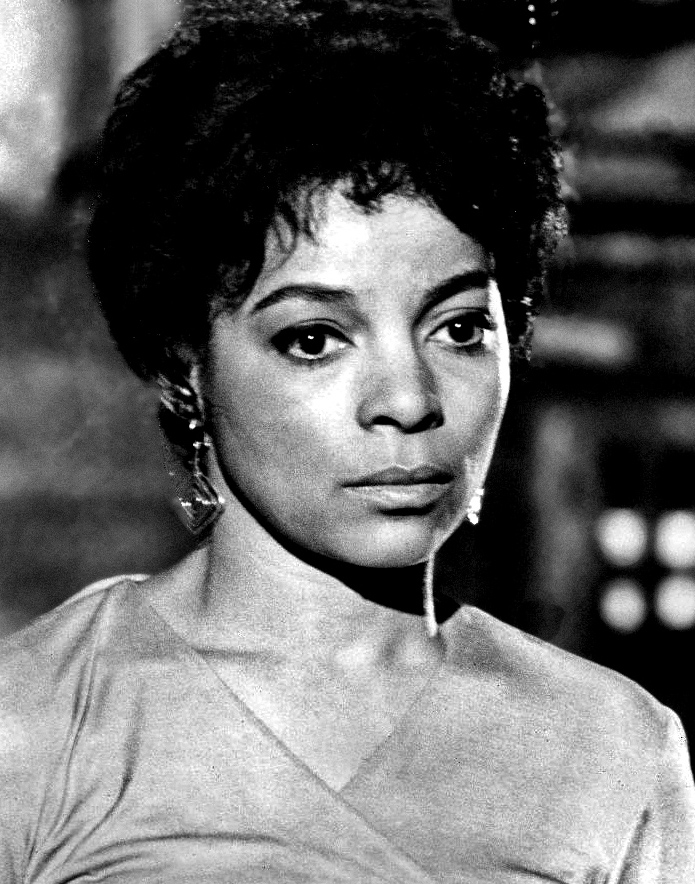
Ruby Dee
11 juni

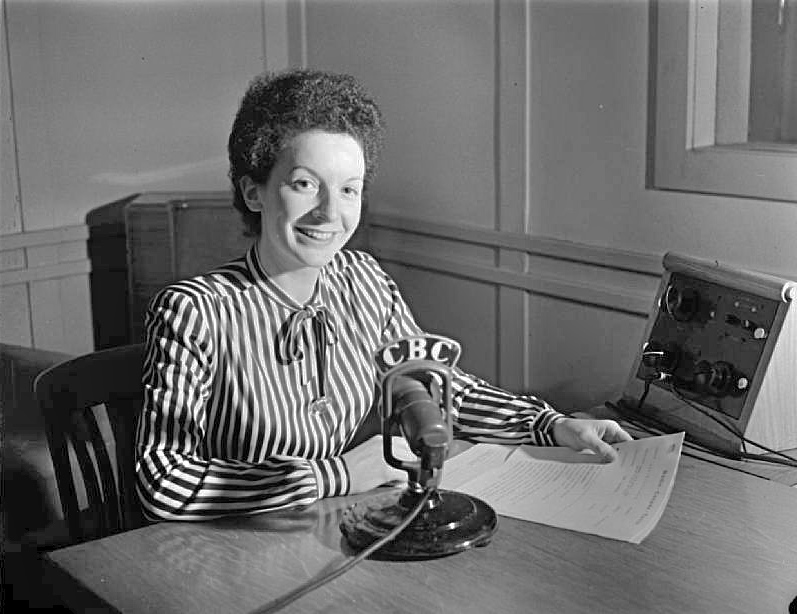
Claire Martin
18 juni

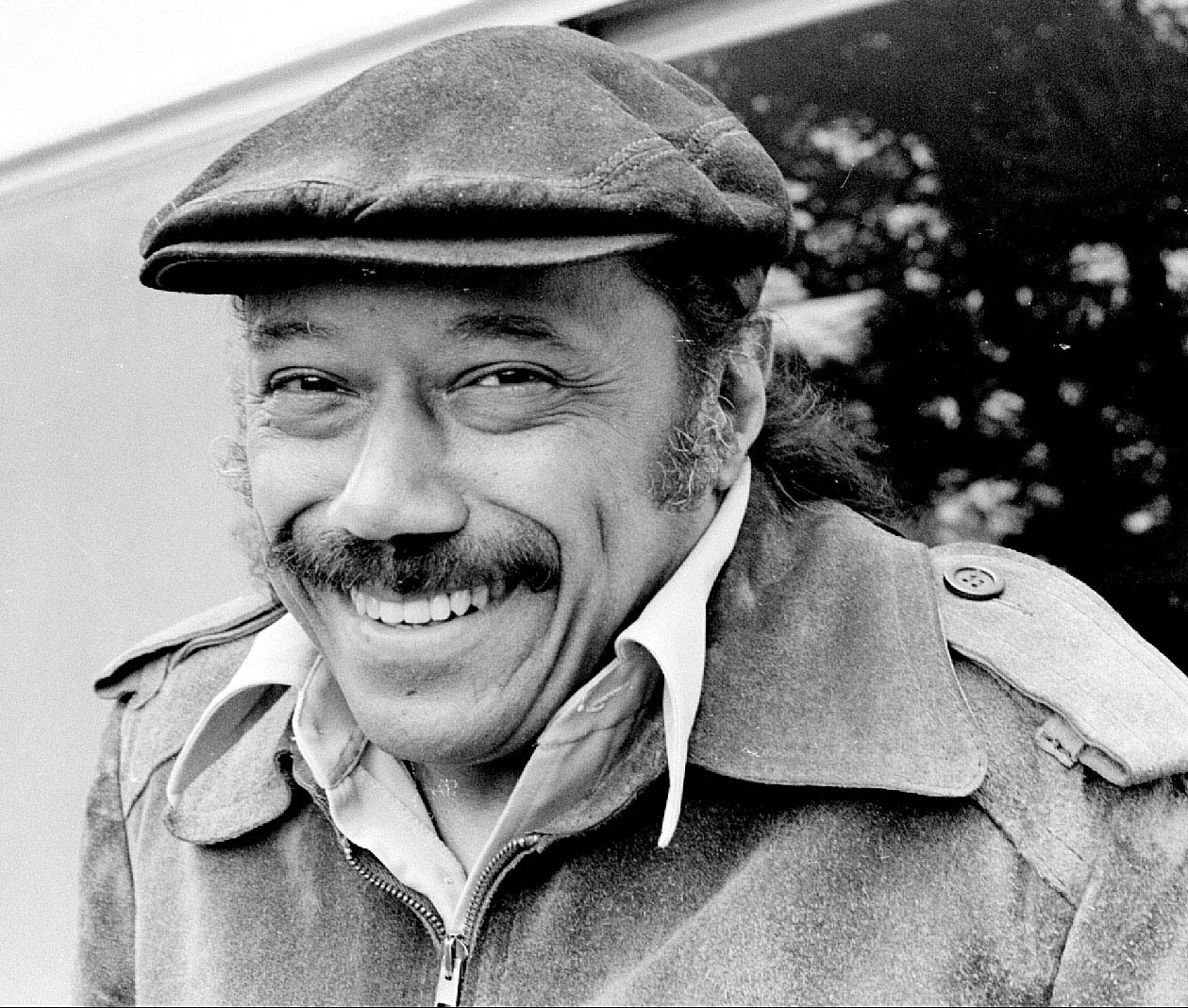
Horace Silver
18 juni

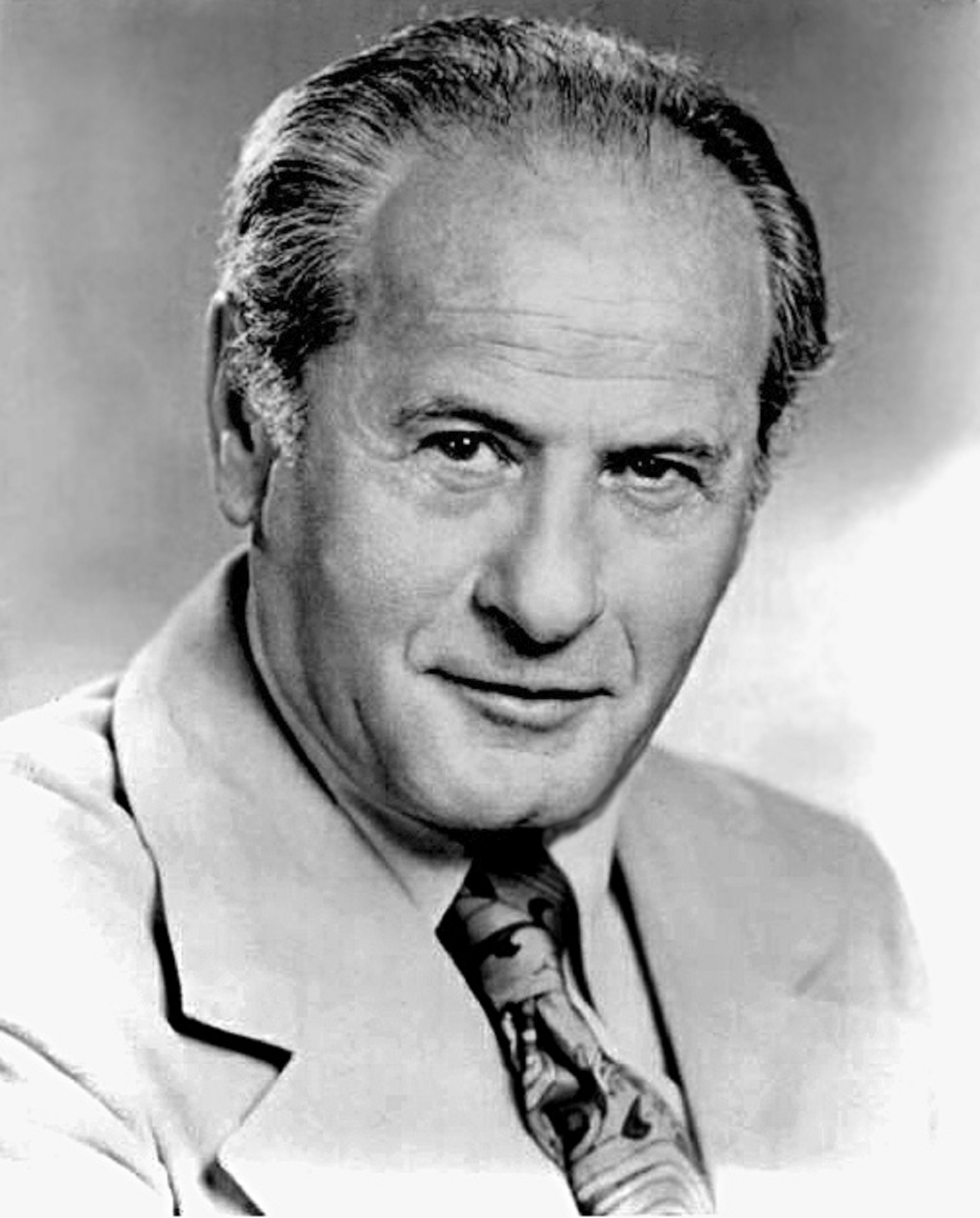
Eli Wallach
24 juni

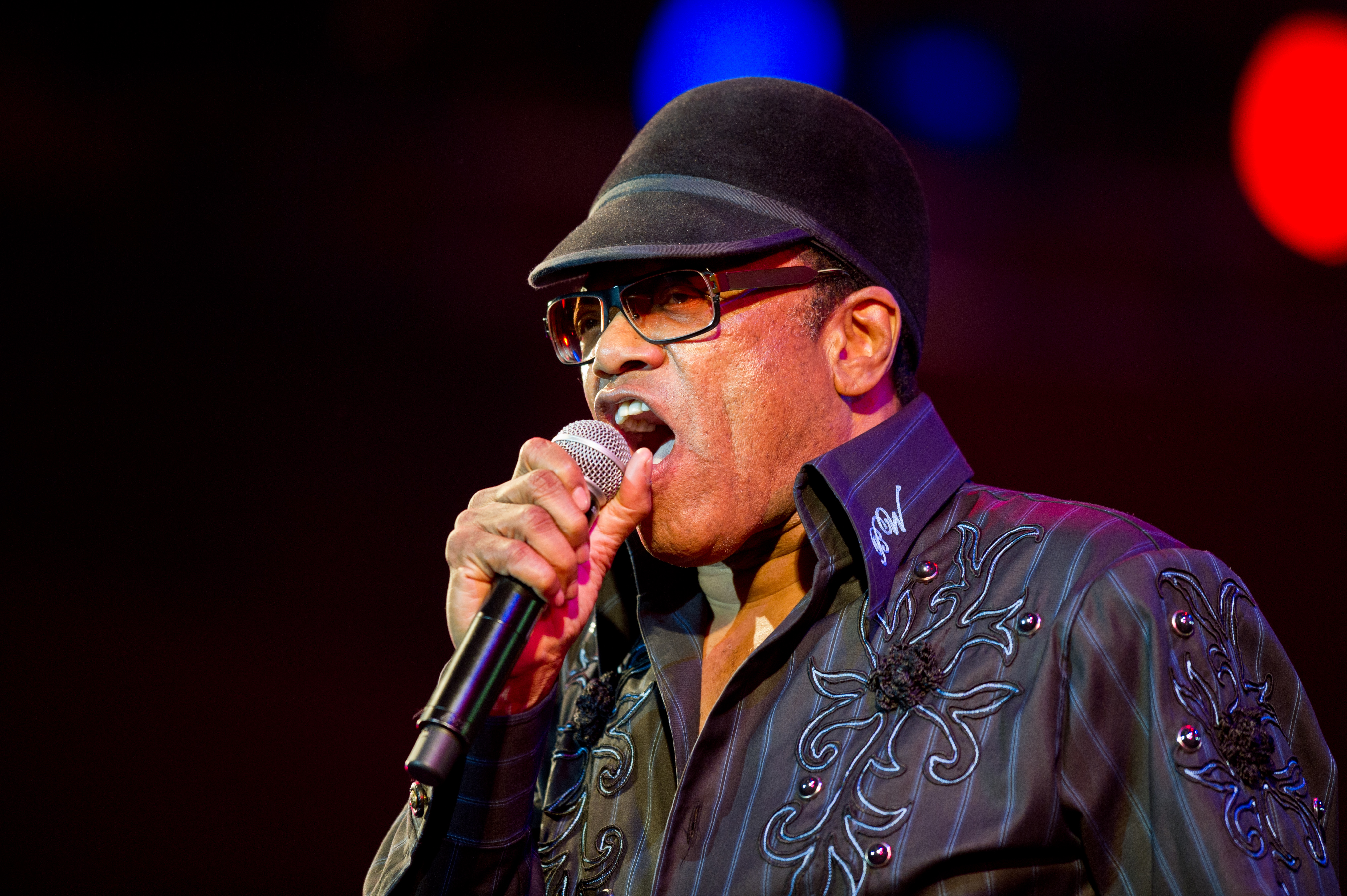
Bobby Womack
27 juni

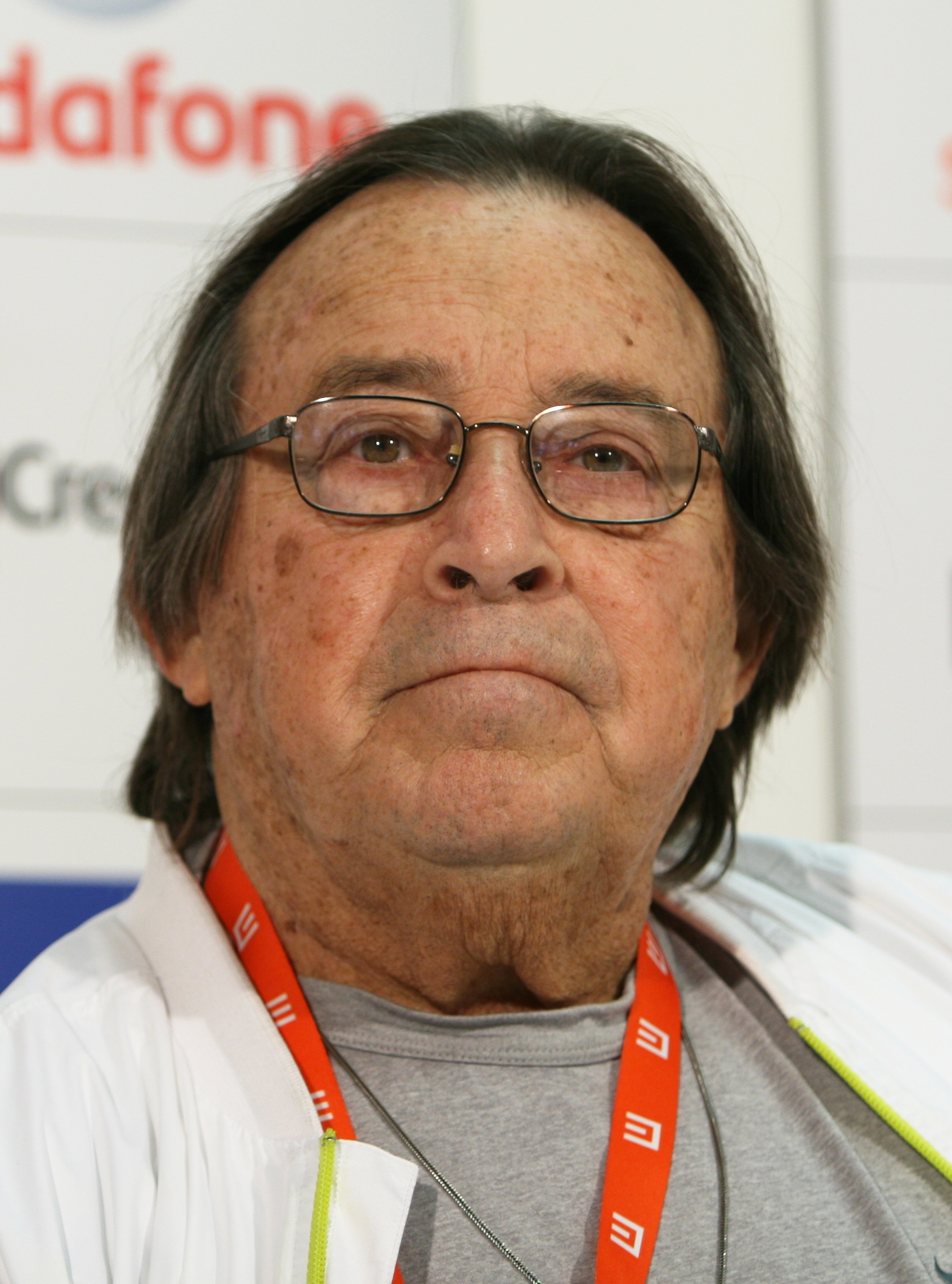
Paul Mazursky
30 juni

| 1 | 2 | 3 | 4 | 5 | 6 | 7 | 8 | 9 | 10 | 11 | 12 | 13 | 14 | 15 | 16 | 17 | 18 | 19 | 20 | 21 | 22 | 23 | 24 | 25 | 26 | 27 | 28 | 29 | 30 |
| - | - | - | - | - | - | - | - | - | -- | -- | -- | -- | -- | -- | -- | -- | -- | -- | -- | -- | -- | -- | -- | -- | -- | -- | -- | -- | -- |

### 1 juni
- Ann B. Davis (88), Amerikaans actrice[1]
- Jay Lake (49), Amerikaans schrijver[2]

### 2 juni
- Gennadi Goesarov (77), Sovjet-Russisch voetballer en trainer[3]
- Duraisamy Simon Lourdusamy (90), Indiaas aartsbisschop en curiekardinaal[4]
- Alexander Shulgin (88), Amerikaans farmacoloog en chemicus[5]

### 4 juni
- Anni Anderson (77), Belgisch actrice en zangeres[6]
- François Dufour (76), Belgisch politicus[7]
- Jos Ghysen (88), Belgisch presentator[8]
- Otto Willem Arnold van Verschuer (86), Nederlands politicus[9]

### 5 juni
- Jits Bakker (76), Nederlands beeldhouwer[10]
- Johnny Leach (91), Brits tafeltennisser[11]
- Jean Walter (92), Belgisch zanger[12]

### 6 juni
- Eric Hill (86), Brits kinderboekenschrijver en -illustrator[13]
- Lorna Wing (85), Brits psychiater[14]

### 7 juni
- Fernandão (36), Braziliaans voetballer[15]
- Hélcio Milito (83), Braziliaans musicus[16]
- Norman Willis (81), Brits vakbondsleider en politicus[17]

### 8 juni
- Alexander Imich (111), Pools-Amerikaans wetenschapper en oudste man ter wereld[18]
- Celio Roncancio (48), Colombiaans wielrenner[19]

### 9 juni
- Bernard Agré (88), Ivoriaans kardinaal[20]
- Alain Desaever (61), Belgisch wielrenner[21]
- Rik Mayall (56), Brits komiek[22]

### 11 juni
- Mipam Chökyi Lodrö (61), Tibetaans geestelijke[23]
- Ruby Dee (91), Amerikaans actrice[24]
- Rafael Frühbeck de Burgos (80), Spaans dirigent en componist[25]
- Willem Heemskerk (93), Nederlands burgemeester[26]
- Piet de Jong (83), Nederlands voetballer[27]
- Vital Wilderink (82), Nederlands-Braziliaans bisschop[28]

### 12 juni
- Carla Laemmle (104), Amerikaans actrice en danseres[29]
- Jimmy Scott (88), Amerikaans jazzzanger[30]

### 13 juni
- Gyula Grosics (88), Hongaars voetbaldoelman[31]

### 14 juni
- Alex Chandre de Oliveira (36), Braziliaans voetballer[32]
- Sam Kelly (70), Brits acteur[33]

### 15 juni
- Daniel Keyes (86), Amerikaans schrijver[34]
- Piet Oellibrandt (78), Belgisch wielrenner[35]

### 16 juni
- Yvonne Dold-Samplonius (77), Nederlands wiskundige en historicus[36]
- Jan Hoffmann (78), Nederlands burgemeester[37]
- Vera Veroft (77), Belgisch actrice[38]

### 17 juni
- Patsy Byrne (80), Brits actrice[39]
- Paul England (85), Australisch autocoureur[40]
- Hans Pos (56), Nederlands filmproducent[41]
- Lillian Rubin (90), Amerikaans sociologe en schrijfster[42]

### 18 juni
- Stephanie Kwolek (90), Amerikaans chemicus en uitvindster[43]
- Claire Martin (100), Canadees schrijfster[44]
- Horace Silver (85), Amerikaans jazzpianist en -componist[45]

### 19 juni
- Gerry Goffin (75), Amerikaans songwriter[46]
- Ibrahim Touré (28), Ivoriaans voetballer[47]

### 20 juni
- Oberdan Cattani (95), Braziliaans voetbaldoelman[48]
- Florica Lavric (52), Roemeens roeister[49]

### 21 juni
- Gerry Conlon (60), Brits slachtoffer van een justitiële dwaling[50]

### 24 juni
- Mieke Steensma (90), Nederlandse verzetsstrijdster[51]
- Eli Wallach (98), Amerikaans acteur[52]

### 25 juni
- Nigel Calder (82), Brits wetenschapsjournalist en schrijver[53]

### 26 juni
- Nina Hoekman (49), Oekraïens-Nederlands damster[54]

### 27 juni
- Bobby Womack (70), Amerikaans zanger[55]

### 30 juni
- Bob Hastings (89), Amerikaans (stem)acteur[56]
- Paul Mazursky (84), Amerikaans filmregisseur, scenarioschrijver en acteur[57]
- Harry Verheij (97), Nederlands politicus en verzetsstrijder[58]